# Lictor conjugans
Espèce
Synonymes
- Bacelarella conjugans Szüts & Jocqué, 2001

Lictor conjugans est une espèce d'araignées aranéomorphes de la famille des Salticidae.

## Distribution
Cette espèce est endémique de Côte d'Ivoire. Elle se rencontre dans la réserve naturelle de Bossématié.

## Description
La carapace du mâle holotype mesure 3,3 mm de long sur 2,8 mm et l'abdomen 3,0 mm de long sur 2,2 mm.

## Systématique et taxinomie
Cette espèce a été décrite sous le protonyme Bacelarella conjugans par Szüts et Jocqué en 2001. Elle est placée dans le genre Lictor par Wesołowska et Wiśniewski en 2023.

## Publication originale
- Szüts & Jocqué, 2001 : « New species in the genus Bacelarella (Araneae, Salticidae) from Côte d'Ivoire. » Annales du Musée Royal de l'Afrique Centrale, Sciences zoologiques, vol. 285, p. 77-92.